# Miyakonojō
Miyakonojō (jap. 都城市 Miyakonojō-shi) –  największe terytorialnie miasto prefektury Miyazaki w Japonii, na wyspie Kiusiu.

## Położenie
Miasto leży na wschodnim wybrzeżu wyspy Kiusiu, nad rzeką Ōyodo. Najwyżej położonym miejscem jest góra Takachiho (1574 m n.p.m.). Miyakonojō graniczy z miastami:
- Miyazaki,
- Nichinan,
- Kobayashi,

oraz miasteczkami Kushima, Mimata i Takaharu,
w prefekturze Kagoshima:
- Kirishima,
- Soo,
- Shibushi.

## Historia
- Miasto powstało, 1 kwietnia 1924 roku.
- 1 stycznia 2006 do miasta przyłączono miasteczka Takajo, Takazaki, Yamada i Yamanokuchi.

## Miasta partnerskie
- Chiny: Jiangjin, dzielnica Chongqing
- Mongolia: Ułan Bator